# Phymatostetha quadriplagiata
Phymatostetha quadriplagiata är en insektsart som beskrevs av Jacobi 1902. Phymatostetha quadriplagiata ingår i släktet Phymatostetha och familjen spottstritar. Inga underarter finns listade i Catalogue of Life.